# Cabanillas de la Sierra
Cabanillas de la Sierra ist eine Gemeinde (municipio) mit 941 Einwohnern (Stand: 2024) in der Autonomen Gemeinschaft Madrid im Zentrum Spaniens. 

## Lage und Klima
Cabanillas de la Sierra liegt etwa 60 Kilometer nördlich von Madrid in einer Höhe von ca. 950 m. Die Gemeinde liegt an der 2010 geschaffenen Variante des Jakobswegs Camino de Santiago de Alcalá de Henares von Alcalá de Henares nach Segovia. 
Durch die Gemeinde führt die Autovía A-1. 

## Bevölkerungsentwicklung
| Jahr      | 1970 | 1981 | 1991 | 2001 | 2011 | 2021 |
| Einwohner | 247  | 543  | 367  | 473  | 737  | 837  |

Der Bevölkerungsschub zu Beginn des 21. Jahrhunderts ist auf den Neubau von Wohnsiedlungen zurückzuführen.

## Wirtschaft und Infrastruktur
Die Gemeinde war jahrhundertelang landwirtschaftlich orientiert; im Ort selbst ließen sich Händler, Handwerker und Dienstleister aller Art nieder.

## Sehenswürdigkeiten

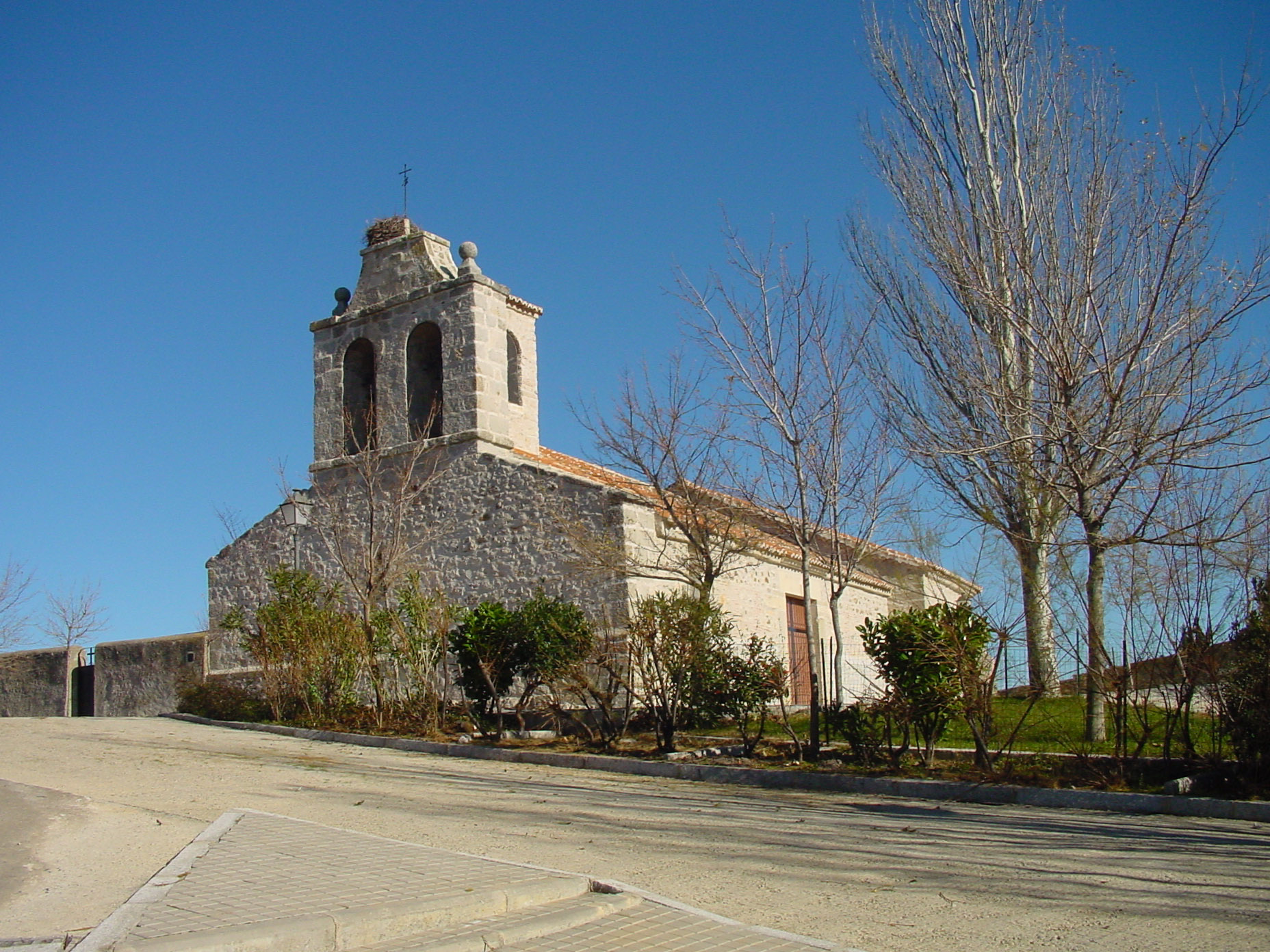
Kirche
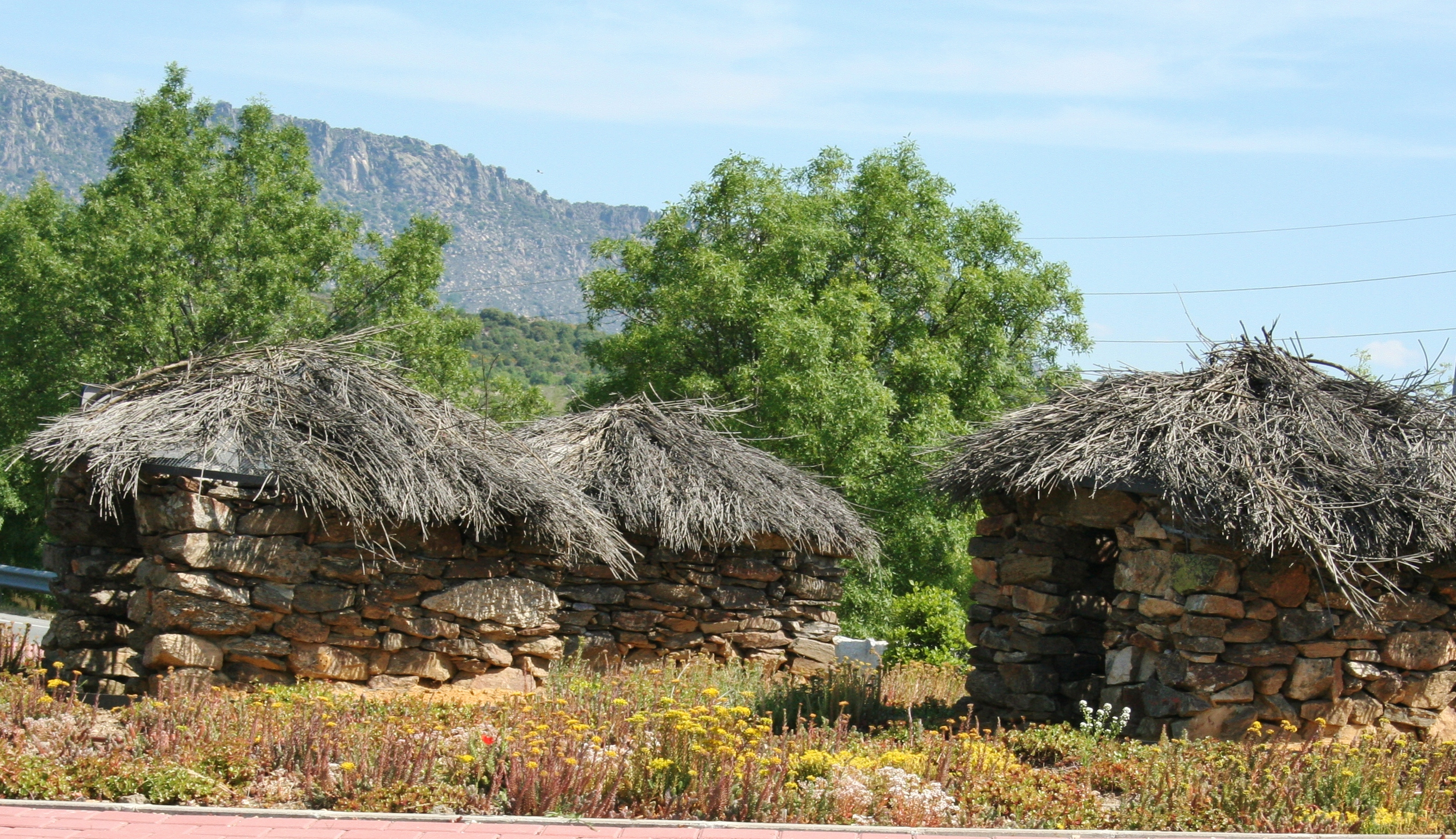
Cabañas

- historische Cabañas
- Rathaus

- Kirche
- Cabañas